# Galium pumilum
Gaillet nain
Espèce
Galium pumilum, le Gaillet nain, est une espèce de plantes herbacées vivaces de la famille des Rubiaceae.

## Description
5 à 40 cm. Floraison de mai à septembre.

## Habitats
Pelouses mésophiles à mésoxérophiles.

## Répartition
Ouest et centre de l'Europe. De 0 à 2200 m d'altitude.
France continentale.

## Dénominations
Ce taxon porte en français les noms vernaculaires ou normalisés suivants : Gaillet nain,,, Gaillet couché, Gaillet rude, Gaillet sauvage.

## Systématique
Le nom correct complet (avec auteur) de ce taxon est Galium pumilum Murray.
Galium pumilum a pour synonymes :

- Galium argenteum Vill.
- Galium asperum subsp. argenteum (Vill.) P.Fourn.
- Galium asperum subsp. umbellatum (Lam.) P.Fourn.
- Galium asperum Schreb.
- Galium bicolor Schleich.
- Galium bocconei var. nitidulum (Thuill.) Duby
- Galium bocconei DC.
- Galium bocconii var. nitidulum (Thuill.) Duby
- Galium caespitosum Ramand
- Galium caespitosum Ramond
- Galium chlorophyllum Baill. & Timb.-Lagr.
- Galium ciliatum Schrank
- Galium commune subsp. argenteum (Vill.) Rouy
- Galium commune subsp. umbellatum (Lam.) Rouy
- Galium commune var. chlorophyllum (Baill. & Timb.-Lagr.) Rouy
- Galium commune var. scabrifolium (Rchb.) Rouy
- Galium commune var. thuillieri Rouy
- Galium commune var. vulgare Rouy
- Galium commutatum Jord.
- Galium decipiens var. scabrum Roth
- Galium decipiens Roth
- Galium elatum J.F.Gmel.
- Galium erectum var. scabridum DC.
- Galium erectum Hoffm.
- Galium glabrum Röhl. ex Steud.
- Galium hirtellum (Gaudin) Dalla Torre & Sarnth.
- Galium hispidum Schrad.
- Galium hoffmannii Steud.
- Galium jussiaei Lapeyr.
- Galium laeve Thuill.
- Galium lucidum var. scabrum (Roth) Rchb.
- Galium multicaule Wallr.
- Galium nitidulum Thuill.
- Galium obscurum Schur
- Galium opacum Schur
- Galium podlachicum Besser
- Galium pubescens Schleich.
- Galium pubescens Schleich. ex DC.
- Galium pumilum subsp. asperum (Schreb.) Dostál
- Galium pumilum subsp. caespitosum (Ramond) Rouy
- Galium pumilum subsp. nitidulum (Thuill.) Hayek
- Galium pumilum var. caespitosum (Ramond) Req.
- Galium pumilum var. caespitosum (Ramond) Req. ex DC.
- Galium pumilum var. glabrum Roth
- Galium pumilum var. hirsutum Roth
- Galium pumilum var. laxius Mert. & W.D.J.Koch
- Galium pumilum var. pubescens (Schrad.) Schinz & Thell.
- Galium pusillum subsp. argenteum (Vill.) Bonnier & Layens
- Galium pusillum var. sylvestre Wahlenb.
- Galium pusillum Sm.
- Galium scabridum Willk.
- Galium scabrum subsp. nitidulum (Thuill.) Oborny
- Galium scabrum Jacq.
- Galium silvivagum Baill. & Timb.-Lagr.
- Galium supinum var. pubescens Tinant
- Galium supinum Lam.
- Galium sylvestre f. commutatum (Jord.) Lange
- Galium sylvestre f. hirtum (Mert. & W.D.J.Koch) Prahl
- Galium sylvestre subsp. commutatum (Jord.) Nyman
- Galium sylvestre subsp. nitidulum (Thuill.) Berher
- Galium sylvestre subsp. supinum (Lam.) Gaudin
- Galium sylvestre var. argenteum (Vill.) Nyman
- Galium sylvestre var. asperum (Schreb.) Bolzon
- Galium sylvestre var. bocconei Nyman
- Galium sylvestre var. chlorophyllum (Baill. & Timb.-Lagr.) Nyman
- Galium sylvestre var. glabrum (Schrad.) Cariot & St.-Lag., 1889
- Galium sylvestre var. glabrum Schreb.
- Galium sylvestre var. hirtellum Gaudin
- Galium sylvestre var. hirtum Mert. & W.D.J.Koch
- Galium sylvestre var. hispidum Rchb.
- Galium sylvestre var. laeve Coss. & Germ.
- Galium sylvestre var. montanum Nyman
- Galium sylvestre var. nitidulum (Thuill.) Crép.
- Galium sylvestre var. nitidulum (Thuill.) T.Durand, 1903
- Galium sylvestre var. pubescens Schrad.
- Galium sylvestre var. pumilum Wimm. & Grab.
- Galium sylvestre var. rubriflorum Gillot
- Galium sylvestre var. scabrifolium Rchb.
- Galium sylvestre var. scabrum (Roth) Nyman
- Galium sylvestre var. silvivagum (Baill. & Timb.-Lagr.) Nyman
- Galium sylvestre var. supinum (Lam.) Mert. & W.D.J.Koch
- Galium sylvestre var. vulgare Wimm. & Grab.
- Galium sylvestre Pollich
- Galium tenue subsp. jussiaei (Lapeyr.) Nyman
- Galium tenue var. jussiaei (Lapeyr.) Gren.
- Galium umbellatum var. chlorophyllum (Baill. & Timb.-Lagr.) Rouy
- Galium umbellatum var. scabrifolium (Rchb.) Rouy
- Galium umbellatum Lam.
- Galium vestianum Schult. & Schult.f.